# 富岡村 (岐阜県加茂郡)
富岡村（とみおかむら）は、かつて岐阜県加茂郡にあった村である。
現在の関市南東部、および加茂郡富加町西部であり、津保川の西岸である。
村名は、かつて存在した荘園、富岡荘に由来する。

## 歴史
- 江戸時代末期、この地域は美濃国加茂郡に属し、天領などであった。
- 1897年（明治30年）4月1日 - 市平賀村、鋳物師屋村、肥田瀬村、大平賀村が合併し発足。
- 1913年（大正2年）7月1日 - 村域の一部（川小牧）が加治田村に編入される。
- 1949年（昭和24年）10月1日 - 分割により、大平賀地区は富田村に、残りの地区は武儀郡関町に編入される[1]。同日富岡村廃止。

## 学校
- 富岡村立富岡小学校（現・関市立富岡小学校）

## 交通機関
- 国鉄越美南線（通過のみ）[2]